# Paul Singer (político)

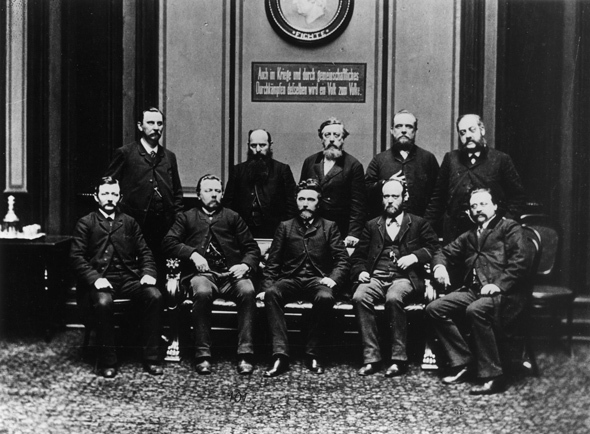
Paul Singer (de pie, en el extremo derecho) con los diputados socialdemócratas del Reichstag, 1889.

Paul Singer (16 de enero de 1844, Berlín - 31 de enero de 1911) fue un destacado marxista y representante del Partido Socialdemócrata de Alemania (SPD) a finales del siglo XIX y principios del XX. Copresidentes del SPD (al que se unió en 1878) junto con su colega marxista August Bebel desde 1890 hasta su muerte en 1911. Su tumba ahora forma parte del Memorial a los Socialistas (en alemán: Gedenkstätte der Sozialisten) en el cementerio central de Friedrichsfelde, Berlín.